# Glansparakiter
Glansparakiter (Prosopeia) är ett fågelsläkte i familjen asiatiska och australiska papegojor inom ordningen papegojfåglar: Släktet omfattar tre arter som enbart förekommer i Fijiöarna, med en art dessutom introducerad på Tonga:
- Röd glansparakit (P. splendens)
- Svartkindad glansparakit (P. personata)
- Vinröd glansparakit (P. tabuensis)